# Sajjad Karim
Sajjad Karim (Blackburn, 11 luglio 1970) è un politico britannico del Partito Conservatore e europarlamentare dal 2004 al 2019.

## Biografia
Karim proviene da una famiglia di origine pakistana, ha studiato giurisprudenza al College of Law (CoL) di Chester. Dopo aver superato l'esame di avvocato nel 1994, divenne avvocato presso la Corte suprema di Inghilterra e Galles. Nello stesso anno è diventato membro del Consiglio comunale di Pendle, di cui è stato membro fino al 2001. Alle elezioni europee del 2004, è stato eletto con i Liberal Democratici per la regione dell'Inghilterra nord-occidentale.
Nel novembre 2007 Karim è passato al Partito Conservatore. La ragione che ha dato è stata l'ammirazione personale per il loro leader del partito David Cameron; Un portavoce dei Liberal Democratici ha detto che Karim aveva lasciato il partito con disappunto per essere arrivato secondo solo nella posizione nella lista dell'Inghilterra nord-occidentale. È stato rieletto alle elezioni europee del 2009. Come tutti i membri del Partito Conservatore, si è iscritto al Gruppo dei Conservatori e dei Riformisti Europei (ECR). Dopo le elezioni europee del 2014, è stato candidato per l'ECR per la carica di presidente del Parlamento europeo dove ha ottenuto 101 voti.